# 飯能市立飯能西中学校
飯能市立飯能西中学校（はんのうしりつ はんのうにしちゅうがっこう）は、埼玉県飯能市にある公立中学校。略称は飯能西中、西中。

## 概要
- 在籍生徒数405名、学級数12学級（2016年4月1日現在）、教職員数35名[2]。
- 校訓：誠 ・ 和 ・ 進
学校教育目標：和を鍛える　学び方を鍛える
目ざす学校像
*感動のある学校
*力のつく学校
*模範（手本）になる学校[3][4]。

## 沿革
- 1970年（昭和45年）4月1日 - 飯能市立飯能第一中学校分校が設置される[1][5]。
- 1970年（昭和45年）8月 - 地鎮祭挙行[1]。
- 1971年（昭和46年）3月31日 - 分校校舎第Ⅰ期工事完成[1]。
- 1972年（昭和46年）3月31日 - 分校校舎第Ⅱ期工事完成[1]。
- 1972年（昭和47年）4月1日 - 分校が独立し、飯能市立飯能西中学校が開校する[1][5]。
- 1972年（昭和47年）4月20日 - 校舎落成式を行う[1][5]。
- 1972年（昭和47年）6月23日 - 開校式を行う[1][5]。校章制定[1]。
- 1973年（昭和48年）4月9日 - 体育館が完成する[1][6]。校歌制定[1]。
- 1973年（昭和48年）8月21日 - プールが完成する[1][7]。
- 1979年（昭和54年）12月25日 - 技術科教室が完成する[1]。
- 1997年（平成9年）9月8日 - さわやか相談室が完成する[1]。

## 生徒会活動
学級委員会、福祉委員会、放送委員会、体育委員会、保健委員会、図書委員会、整備委員会、緑化委員会、給食委員会

## 部活動
野球、サッカー、ソフト、陸上、テニス（男）、テニス（女）、バスケ（男）、バスケ（女）、卓球、剣道、吹奏楽、美術、探検

## 通学区域
山手町、本町、八幡町1番1号から1番7号まで、1番19号、1番20号、2番から7番まで、8番6号から8番17号まで、8番20号から8番22号まで及び9番から26番まで、柳町20番から24番まで、仲町、稲荷町、南町
大字飯能、大字原町、大字久下、大字中山281番、284番1、285番1、286番1、287番、287番2、287番5、288番から304番まで、314番から362番まで、363番2及び365番から769番まで、大字久須美、大字小瀬戸、大字大河原、大字小岩井、大字永田、永田台一丁目、永田台二丁目、永田台三丁目、大字中藤下郷字堂西、字野口入、字堂向、字野口向（1番から41番まで、686番から733番まで）

## 進学前小学校
- 飯能市立飯能第一小学校
- 飯能市立飯能第二小学校

## 通学区域内の主な施設
- 飯能市立図書館
- 埼玉県立飯能高等学校
- 西武池袋線飯能駅
- 大川学園高等学校
- 飯能市立こども図書館
- 新電元工業飯能工場
- 飯能中央公民館
- 飯能市市民会館
- 飯能市郷土館
- 広域飯能斎場
- 聖望学園中学校・高等学校
- 武蔵丘ゴルフコース